# Apple River (Illinois)
Apple River es una villa ubicada en el condado de Jo Daviess en el estado estadounidense de Illinois. En el Censo de 2010 tenía una población de 366 habitantes y una densidad poblacional de 178,2 personas por km².

## Geografía
Apple River se encuentra ubicada en las coordenadas 42°30′7″N 90°5′41″O / 42.50194, -90.09472. Según la Oficina del Censo de los Estados Unidos, Apple River tiene una superficie total de 2.05 km², de la cual 2.05 km² corresponden a tierra firme y (0%) 0 km² es agua.

## Demografía
Según el censo de 2010, había 366 personas residiendo en Apple River. La densidad de población era de 178,2 hab./km². De los 366 habitantes, Apple River estaba compuesto por el 98.09% blancos, el 0.27% eran afroamericanos, el 0.55% eran amerindios, el 0% eran asiáticos, el 0% eran isleños del Pacífico, el 0% eran de otras razas y el 1.09% pertenecían a dos o más razas. Del total de la población el 0% eran hispanos o latinos de cualquier raza.